# Jalapa, Nicaragua
Jalapa är en kommun (municipio) i Nicaragua med 64 419 invånare (2012). Den ligger i den bergiga norra delen av landet i departementet Nueva Segovia, vid gränsen till Honduras. Förutom basgrödorna odlas det mycket kaffe och tobak i kommunen.

## Geografi
Jalapa består geografiskt av tre delar. I mitten finns en lång bördig och välbefolkad dalgång som sträcker sig från sydväst till nordost. Nordväst om denna dal reser sig bergskedjan Cordillera de Dipilto, som utgör landets gräns mot Honduras. Området sydost om dalgången är också bergig. De berg som reser sig över dalgången är upp till 1700 meter höga. Jalapa gränsar till kommunerna Murra i sydost, El Jícaro i söder och San Fernando i sydväst, samt till Honduras i norr.

## Historia
Jalapa är ett gammalt indiansamhälle som redan nämns 1603 i spanjorernas första taxeringslängd för Nueva Segovia. Även Teotecacinte i kommunens norra del är ett gammalt indiansamhälle som listas i samma längd.
År 1971 upphöjdes Jalapa från rangen av villa till ciudad (stad).

## Näringsliv
Jalapas huvudnäringar är jordbruk, boskapsskötsel och skogsbruk. De viktigaste grödorna som odlas är majs, ris, bönor, kaffe och tobak.

## Kända personer
- Salvador García Acuña (1982-), fotbollsspelare[7]
- Amaranta Caballero (1984-), fotograf[8]
- Luis Galeano (1991-), fotbollsspelare[9]